# Outside Studios
Outside Studios er et indsspilningsstudie lokaliseret i Hook End Manor, Checkendon, Oxfordshire, England.
| Musik | Spire Denne musikartikel er en spire som bør udbygges. Du er velkommen til at hjælpe Wikipedia ved at udvide den. |